# Augustův oblouk
Augustův oblouk (italsky Arco di Augusto) byl jeden z triumfálních oblouků na římském Foru Romanu. Klenul se přes cestu mezi Caesarovým chrámem a chrámem Castora a Polluka. Byl vůbec první vítězný oblouk se třemi průchody v Římě. Díky své architektuře se stal předlohou pro oblouk Septimia Severa, podle něhož byl postaven Konstantinův oblouk u Kolosea.

## Historie
Na římském Foru se ve skutečnosti nacházely dva vítězné oblouky, které nesly Augustovo jméno. Nejspíše se ale jedná o jednu a tu samou stavbu, jež byla dvakrát zasvěcena. Poprvé se tak stalo roku 29 př. n. l. na počest Augustova vítězství v bitvě u Actia, kde porazil vojsko Marca Antonia a egyptské královny Kleopatry VII. Druhé zasvěcení císaři proběhlo v roce 19 př. n. l. To mělo symbolizovat navrácení římských standart, kterých se zmocnili Parthové po bitvě u Karrh v roce 53 př. n. l.
Augustova stavba se také nachází na dobových antických mincích. Oblouk z roku 19 př. n. l. je znázorněn na mincích ražených v maloasijském Efesu. Je na nich vyobrazen jako trojitý oblouk s kvadrigou uprostřed a barbary po stranách. Průchody jsou na mincích stejně vysoké, avšak prostřední pilíře jsou o něco širší než dva okrajové. Pozdější mince opět znázorňují trojitý průchod s kvadrigou a sochami barbarů, ovšem prostřední průjezd je mnohem vyšší než ostatní.

## Architektura
Z původního oblouku zbylo jen velmi málo fragmentů, které byly mnoho let pohřbeny u Caesarova chrámu a svatyně Kastora a Polluka. Archeologické nálezy ukázaly, že pilíře oblouku vyrobené z velkých bloků travertinu stály na betonových základech. Dva prostřední pilíře byly široké 2,95 metrů, zatímco postranní pilíře měřily do šířky jen 1,35 metrů, což dokazuje pravdivost starých mincí. Šíře prostředního klenutého průchodu byla 4,05 metrů a šíře postranních oblouků 2,55 metrů. Dlážděná cesta v centrální části se zčásti zachovala dodnes.
Mnoho let se předpokládalo, že stavba vznikla v roce 19. př. n. l., avšak roku 1546 se nalezl 2,67 metrů dlouhý kus mramoru, na němž byl vytesán nápis, který popisuje zasvěcení stavby Augustovi už v roce 29. př. n. l. Je zcela možné, že tento kus parského mramoru byl součástí oblouku, ale přesto existují dohady, zda byl nalezený fragment hlavní nápis či ne. Žádné jiné důkazy o možném druhém triumfálním oblouku císaře Augusta zatím nebyly nikdy nalezeny, a proto nikdy nebyly nalezeny ani jeho ruiny.

## Galerie

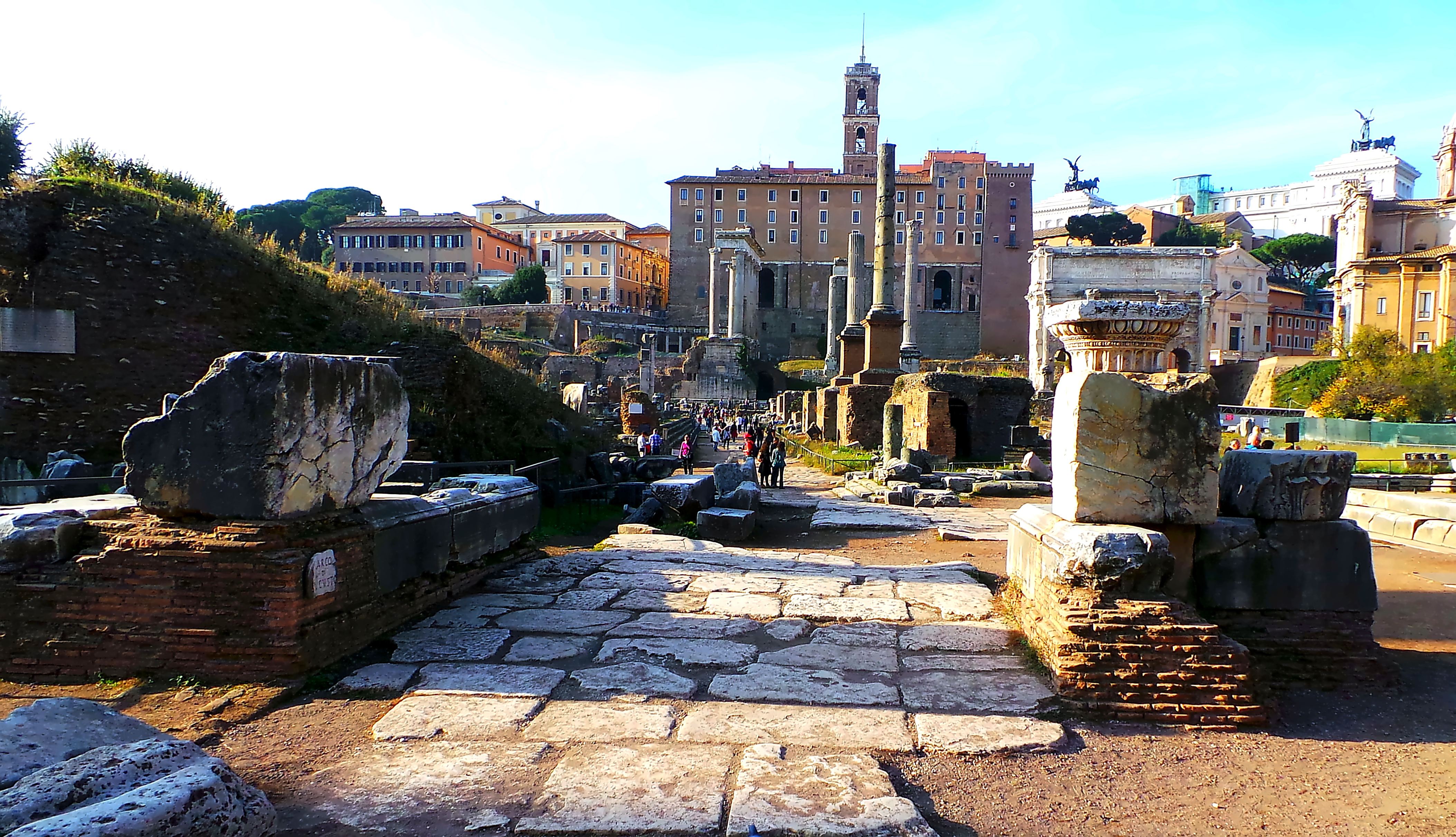
Pohled na zbytky oblouku z jihovýchodu
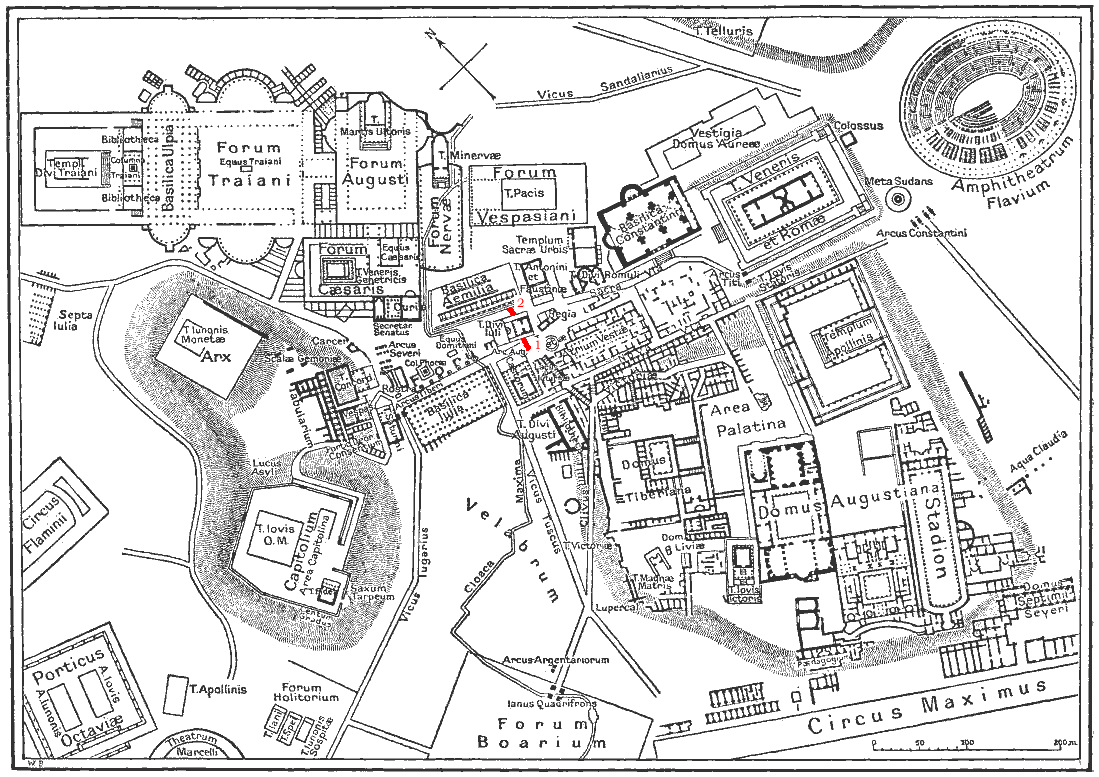
Poloha oblouku na fóru
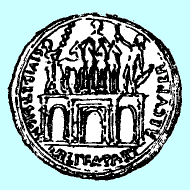
Římská mince, která zachycuje vzhled Augustova oblouku kolem roku 19 př. n. l.